# Polymixia japonica
Polymixia japonica är en fiskart som beskrevs av Günther, 1877. Polymixia japonica ingår i släktet Polymixia och familjen Polymixiidae. Inga underarter finns listade i Catalogue of Life.